# Milà bidentat pit-roig
El milà bidentat pit-roig (Harpagus bidentatus) és un petit ocell rapinyaire de la família dels accipítrids (Accipitridae). Habita la selva i els boscos de la zona neotropical, des del sud de Mèxic i Amèrica Central, a l'oest dels Andes fins a l'Equador i a l'est fins a l'Amazònia del Brasil i el nord de Bolívia; també a la Mata Atlàntica de Brasil. El seu estat de conservació es considera de risc mínim.

## Descripció
És una petita rapaç que es destaca per una doble protuberància a la vora de la mandíbula superior del bec. Fa uns 33 cm de llargària, amb un pes de 180 gr. Gris fosc per sobre i barrejat blanc i negre per sota, que esdevé als costats del pit blanc i rogenc barrejat en els mascles o completament rogenc en les femelles.